# Henrik Svarre
 Der er for få eller ingen kildehenvisninger i denne artikel, hvilket er et problem. Du kan hjælpe ved at angive troværdige kilder til de påstande, som fremføres i artiklen.

Henrik Svarre er en dansk tidligere dansk mester i duatlon. Født 5. juni 1965. Svarre har deltaget i VM i duatlon flere gange.
Udvalgte resultater:
1998: Nr. 2 ved Danske mesterskaber i duatlon
2000: Nr. 1 ved Luxembourg International duatlon
2002: Nr. 11 ved VM i Østrig og nr. 2 med det danske hold til VM i Østrig
2003: Nr. 1 og Dansk Mester i cross duathlon og nr. 2 DM i duathlon
2004: Nr. 4 ved VM i lang duatlon (20 km løb - 120 km cykling - 10 km løb)
2015: Dansk mester i MTB Marathon for personer over 50 år.

## Kilehenvisninger
1. 1 2 3  Danske Mestre
2. ↑  Henrik Svarre nr. 13 ved VM | BT Sport - www.bt.dk
3. ↑  "Arkiveret kopi". Arkiveret fra originalen 26. juni 2020. Hentet 23. juni 2020.